# كارسون روبنسون
كارسون روبنسون (بالإنجليزية: Carson Robison)‏ هو كاتب أغاني ومغني وموسيقي أمريكي، ولد في 4 أغسطس 1890 في أوسويغو في الولايات المتحدة، وتوفي في 24 مارس 1957 في بكبسي في الولايات المتحدة.

## وصلات خارجية
- كارسون روبنسون على موقع IMDb (الإنجليزية)
- كارسون روبنسون على موقع ميوزك برينز (الإنجليزية)
- كارسون روبنسون على موقع ديسكوغز (الإنجليزية)